# Wereldkampioenschappen skeleton 2009
De wereldkampioenschappen skeleton in 2009 werden gehouden in het Amerikaanse Lake Placid van 22 tot en met 28 februari. Het was het 20e kampioenschap en voor de 2e keer in deze stad. Net als vorig jaar stonden drie onderdelen op het programma. Tegelijkertijd werden er ook de wereldkampioenschappen bobsleeën afgewerkt.

## Mannen
Datum: 27 en 28 februari 2009

31 mannen gingen van start waarvan er een werd gediskwalificeerd en een andere na een run opgaf. De tweede run van de eerste dag werd afgebroken en afgelast nadat 20 deelnemers van start waren gegaan. Dit werd veroorzaakt vanwege de slechte weersomstandigheden. De run werd niet meer ingehaald zodat het kampioenschap uiteindelijk over drie runs ging. De Zwitser Gregor Staehli werd op zijn verjaardag voor de tweede keer wereldkampioen. De Nederlander Peter van Wees eindigde op de 21e plaats.
| Plaats | Sporter             | Land | Eindtijd |
| ------ | ------------------- | ---- | -------- |
| 1      | Gregor Staehli      | SUI  | 2.46,58  |
| 2      | Adam Pengilly       | GBR  | 2.46,93  |
| 3      | Aleksandr Tretjakov | RUS  | 2.47,09  |
| 4      | Jon Montgomery      | CAN  | 2.47,13  |
| 5      | Michi Halilovic     | GER  | 2.47,17  |
| 6      | Sandro Stielicke    | GER  | 2.47,26  |

## Vrouwen
Datum: 26 en 27 februari 2009

26 vrouwen gingen van start. Duitsland was oppermachtig. Zij bezetten de eerste vier plaatsen van het eindklassement. Marion Trott behaalde haar eerste wereldtitel. De Nederlandse Joska Le Conté eindigde als 25e.
| Plaats | Sporter               | Land | Eindtijd |
| ------ | --------------------- | ---- | -------- |
| 1      | Marion Trott          | GER  | 3.47,97  |
| 2      | Amy Williams          | GER  | 3.48,56  |
| 3      | Kerstin Szymkowiak    | GER  | 3.48,61  |
| 4      | Anja Huber            | GER  | 3.49,18  |
| 5      | Emma Lincoln-Smith    | AUS  | 3.49,27  |
| 6      | Mellisa Hollingsworth | CAN  | 3.49,29  |

## Combinatie
Datum: 22 februari 2009 

Acht teams namen deel aan de combinatiewedstrijd. Voor de derde keer in de geschiedenis stond dit onderdeel op het programma en voor de derde keer was Duitsland de sterkste.
| Plaats | Team                      | Deelnemers | Tijd    |
| ------ | ------------------------- | --- | ------- |
| 1      | Duitsland GER-1           | skeleton, mannen Frank Rommel bobslee, vrouwen Sandra Kiriasis, Patricia Polifka skeleton, vrouwen Marion Trott bobslee, mannen Thomas Florschütz, Andreas Barucha | 3.45,41 |
| 2      | Zwitserland SUI-1         | skeleton, mannen Gregor Staehli bobslee, vrouwen Sabina Hafner, Anne Dietrich skeleton, vrouwen Maya Pedersen bobslee, mannen Ivo Rueegg, Cédric Grand             | 3.45,65 |
| 3      | Verenigde Staten USA-1    | skeleton, mannen Eric Bernotas bobslee, vrouwen Shauna Rohbock, Valerie Fleming skeleton, vrouwen Katie Uhlaender bobslee, mannen Steven Holcomb, Justin Olsen     | 3.45,66 |
| 4      | Canada CAN-1              | skeleton, mannen Jeff Pain bobslee, vrouwen Helen Upperton, Amanda Moreley skeleton, vrouwen Mellisa Hollingsworth bobslee, mannen Lyndon Rush, Chris Le Bihan     | 3.45,76 |
| 5      | Verenigd Koninkrijk GBR-1 | skeleton, mannen Anthony Sawyer bobslee, vrouwen Nicola Minichiello, Jackie Gunn skeleton, vrouwen Amy Williams bobslee, mannen John James Jackson, Henry Nwume    | 3.46,03 |
| 6      | Verenigde Staten USA-2    | skeleton, mannen Matthew Antoine bobslee, vrouwen Erin Pac, Michelle Rzepka skeleton, vrouwen Noelle Pikus-Pace bobslee, mannen Todd Hays, T.J. Burns              | 3.46,20 |